# 點將台摩崖造像
點將台摩崖造像位於四川省茂縣較場鄉，文物遺址年代判定為唐。1991年4月16日公佈為四川省第三批文物保護單位。